# Dimitrij Küttel
Dimitrij Küttel (* 18. Februar 1994 in Aarau) ist ein Schweizer Handballspieler.

## Karriere

### Im Verein
Dimitrij Küttel spielte zunächst für die Kadetten Schaffhausen. Mit den Kadetten konnte er von 2013 bis 2022 fünfmal die Schweizer Meisterschaft und dreimal den Schweizer Cup gewinnen. Im Dezember 2020 wurde bei ihm Lymphdrüsenkrebs diagnostiziert, welcher erfolgreich behandelt werden konnte und er im September 2021 bereits wieder sein Comeback gab. 2022 wechselte er zum HC Kriens-Luzern. Mit dem HC Kriens-Luzern gewann er 2023 und 2025 den Schweizer Cup. Im Sommer 2025 kehrte er zu den Kadetten Schaffhausen zurück.

### In Auswahlmannschaften
Mit der Schweizer Junioren-Nationalmannschaft belegte er den 7. Platz bei der U21-Weltmeisterschaft 2013.
Sein erstes Spiel für die Schweizer A-Nationalmannschaft machte er 2014 gegen Deutschland. Mit der Schweiz nahm er an der Europameisterschaft 2020 teil und belegte den 16. Platz. Im Dezember 2023 zog er sich einen Innenbandriss am Knie zu, wodurch er nicht im Kader für die Europameisterschaft 2024 stehen konnte. An der Weltmeisterschaft 2025 warf er 16 Tore in sechs Spielen und erreichte mit der Auswahl den 11. Platz.